# Парусник кресфонтес
Парусник кресфонтес (Papilio (Heraclides) cresphontes Cramer, 1777), — одна из самых больших бабочек Северной Америки из семейства парусников (Papilionidae).

## Внешний вид
Размах крыльев варьирует от 9,5 до 14 см у самцов и от 11 до 15 см у самок.
Нижняя поверхность крыльев чёрная, с примечательной диагональной жёлтой полосой поперёк передних крыльев и жёлтой окантовкой по краям задних крыльев. Вентральные поверхности крыльев большей частью жёлтые.
Как и другие представители семейства, этот парусник имеет «хвостики» на задних крыльях, что отразилось в английском названии этого и схожих с ним видов — англ. swallowtail («ласточкин хвост»).

## Образ жизни
Гусеницы также кормятся листьями цитрусовых растений и имеют две эффективные адаптации для защиты от птиц. Если гусеницу потревожить, она выставляет наружу вилкообразную железу (осметерий), испускающую феромоны с резко пахнущим запахом. Кроме того, напоминающая птичий помёт окраска гусеницы делает её незаметной для птиц.

## Распространение и классификация
Распространён в центральной, южной и восточной частях США, в Мексике, Панаме, Колумбии, на Кубе и других островах Карибского моря. Некоторыми авторами выделяется подвид P. c. pennsylvanicus Chermock, 1945.

## Генетика
Кариотип: 30 хромосом (2n).
Молекулярная генетика
- Депонированные нуклеотидные последовательности в базе данных EntrezNucleotide, GenBank, NCBI, США: 19 Архивная копия от 26 мая 2016 на Wayback Machine (по состоянию на 18 февраля 2015).
- Депонированные последовательности белков в базе данных EntrezProtein, GenBank, NCBI, США: 18 Архивная копия от 3 июня 2016 на Wayback Machine (по состоянию на 18 февраля 2015).